# Вестероський кафедральний собор
59°36′45″ пн. ш. 16°32′29″ сх. д. / 59.61252778° пн. ш. 16.54125° сх. д.

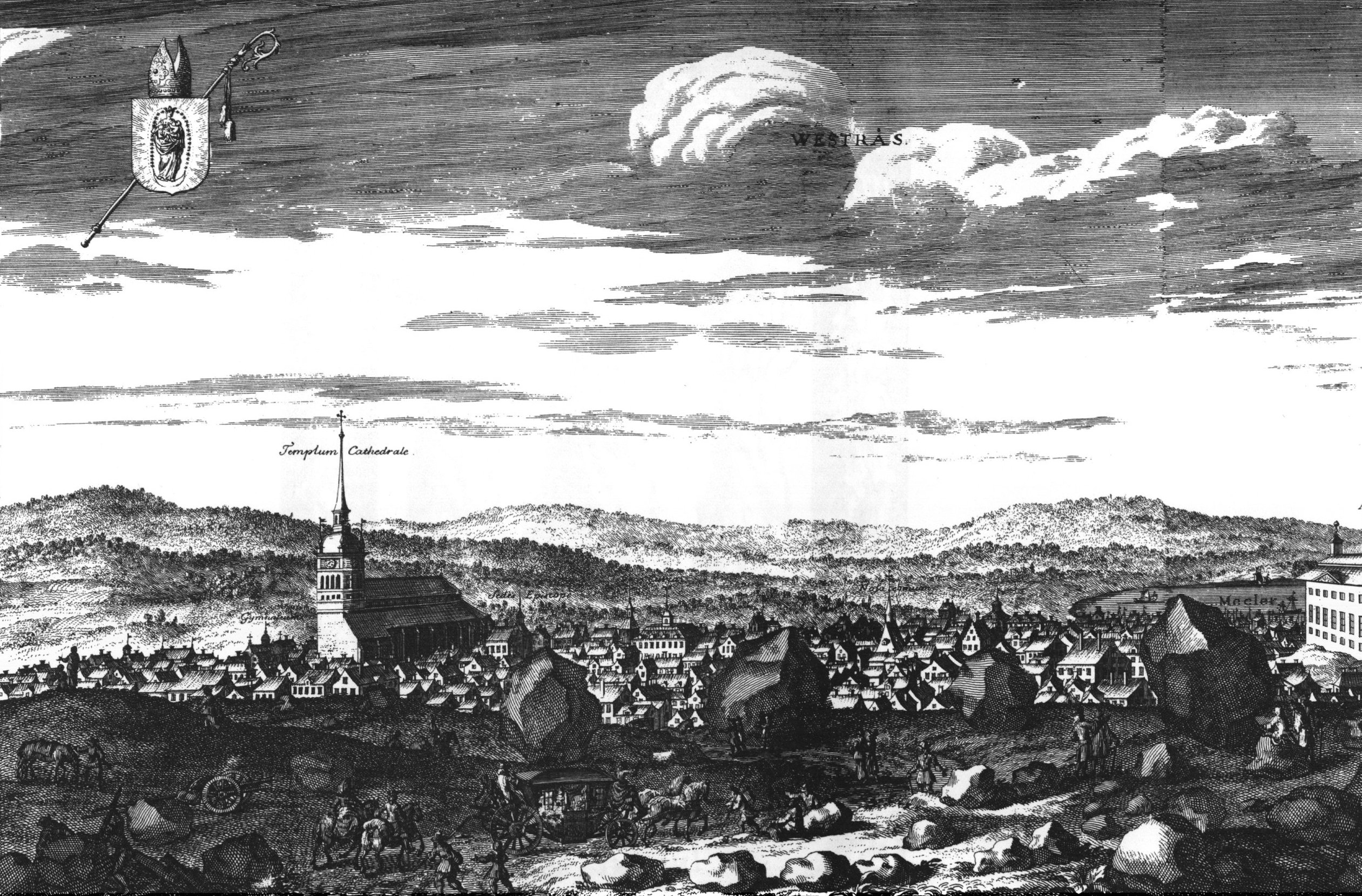
Вестероський собор з альбому гравюр «Швеція давня і сучасна» (XVII століття).

Вестероський кафедральний собор — головна церква міста Вестерос (Швеція).
У Середньовіччі церква була посвячена на ім'я Діви Марії та Івана Хрестителя. Офіційно церкву називають Собором Діви Марії (Domkyrkan Vårfru), а також Собором Діви Марії та Івана Хрестителя (Sankta Maria och Sankt Johannes domkyrka).

## Історія
Перша церква була споруджена на цьому місці у середині XII століття. Це була невелика за розміром кам'яна споруда. З XIII століття у будівництві почали використовувати як матеріал цеглу. На місці кам'яниці було споруджено цегляну будову. 16 серпня 1271 року церква була освячена на ім'я Діви Марії та Івана Хрестителя. У XV столітті церква перетворилася на капелу, яка згодом була інтегрована у нову споруду, зараз це найдавніша неф п'ятинавного собору. У XV столітті церкву було розширено зі східного боку. З західного боку було споруджено масивну вежу, з північного й південного боків — невеликі капели. Коли 1517 року на південно-західному куті було прибудовано ще одну капелу, церква набула сьогоднішнього вигляду.
Вежа мала середньовічний вершок та ренесансний купол, знищені під час пожежі. Сьогоднішня барокова вежа була споруджена 1693 року Ніколемусом Тессіном. Її висота 102,5 м.
У 1850-і роки собор було відреставровано в неоготичному стилі, чимало середньовічних та ренесансних елементів оздоблення було вилучено. У 1896—1898 роках вся церква була розмальована неоготичними розписами, що збереглися лише над емпорою органу.
У церкві похований старший син Густава I Ваза Ерік XIV (саркофаг з каррарського мармуру). 1623 року єпископ Йоганнес Рукдбекіус заснував неподалік від собору першу в Швеції гімназію.